# علی النهری
علی النهری (به عربی: علی النهری) یک منطقهٔ مسکونی در لبنان است که در شهرستان زحله واقع شده‌است. علی النهری ۹۵۰ متر بالاتر از سطح دریا واقع شده‌است.